# Raúl Renderos
Néstor Raúl Renderos López (San Salvador, El Salvador; 10 de septiembre de 1988) es un futbolista salvadoreño. Juega como defensa central o contención y fue apartado de Club Deportivo FAS.

## Carrera
Renderos debutó a los 19 años en la Primera División de El Salvador en 2007 con Alianza Fútbol Club, procedente de las reservas del club capitalino. Con la playera del Alianza, renderos participó en seis torneos, consiguiendo 85 apariciones y anotando 8 goles. En 2010 pasó a jugar con el Club Deportivo FAS. Su buen paso por el club tigrillo, donde anotó 10 goles y 164 apariciones, lo llevaron a mediados de 2016 salir a la Liga Premier de Irak con el Zakho FC. Sin embargo, su paso fugaz en préstamo con los iraquíes fue infructuoso, lo que motivó su regreso al Deportivo FAS a finales de 2016.

## Clubes
Actualizado al último partido jugado el 12 de mayo de 2024.
| Alianza Fútbol Club · El Salvador                 | 1.ª                 | 2007-08             | 28  | 2  | - | - | -  | - | 28  | 2  |
| Alianza Fútbol Club · El Salvador                 | 1.ª                 | 2008-09             | 28  | 3  | - | - | -  | - | 28  | 3  |
| Alianza Fútbol Club · El Salvador                 | 1.ª                 | 2009-10             | 29  | 3  | - | - | -  | - | 29  | 3  |
| Alianza Fútbol Club · El Salvador                 | Total               | Total               | 85  | 8  | 0 | 0 | 0  | 0 | 85  | 8  |
| Club Deportivo FAS · El Salvador                  | 1.ª                 | 2010-11             |     |    |   |   |    |   |     |    |
| Club Deportivo FAS · El Salvador                  | 1.ª                 | 2011-12             | 23  | 1  | - | - | -  | - | 23  | 1  |
| Club Deportivo FAS · El Salvador                  | 1.ª                 | 2012-13             | 30  | 3  | - | - | 2  | 0 | 32  | 3  |
| Club Deportivo FAS · El Salvador                  | 1.ª                 | 2013-14             | 36  | 0  | - | - | -  | - | 36  | 0  |
| Club Deportivo FAS · El Salvador                  | 1.ª                 | 2014-15             | 34  | 2  | - | - | 4  | 0 | 38  | 2  |
| Club Deportivo FAS · El Salvador                  | 1.ª                 | 2015-16             | 36  | 4  | - | - | -  | - | 36  | 4  |
| Club Deportivo FAS · El Salvador                  | 1.ª                 | 2016                | 3   | 0  | - | - | -  | - | 3   | 0  |
| Club Deportivo FAS · El Salvador                  | Total               | Total               | 162 | 10 | 0 | 0 | 6  | 0 | 168 | 10 |
| Zakho FC Irak                                     | 1.ª                 | 2016                | 18  | 0  | - | - | -  | - | 18  | 0  |
| Zakho FC Irak                                     | Total               | Total               | 18  | 0  | 0 | 0 | 0  | 0 | 18  | 0  |
| Club Deportivo FAS · El Salvador                  | 1.ª                 | 2017                | 22  | 2  | - | - | -  | - | 22  | 2  |
| Club Deportivo FAS · El Salvador                  | 1.ª                 | 2017-18             | 45  | 8  | - | - | -  | - | 45  | 8  |
| Club Deportivo FAS · El Salvador                  | 1.ª                 | 2018-19             | 41  | 0  | - | - | 4  | 0 | 45  | 0  |
| Club Deportivo FAS · El Salvador                  | Total               | Total               | 108 | 10 | 0 | 0 | 4  | 0 | 112 | 10 |
| Asociación Deportiva Isidro Metapán · El Salvador | 1.ª                 | 2019-20             | 26  | 5  | - | - | -  | - | 26  | 5  |
| Asociación Deportiva Isidro Metapán · El Salvador | Total               | Total               | 26  | 5  | 0 | 0 | 0  | 0 | 26  | 5  |
| Club Deportivo FAS · El Salvador                  | 1.ª                 | 2020-21             | 20  | 0  | - | - | -  | - | 20  | 0  |
| Club Deportivo FAS · El Salvador                  | Total               | Total               | 20  | 0  | 0 | 0 | 0  | 0 | 20  | 0  |
| Asociación Deportiva Isidro Metapán · El Salvador | 1.ª                 | 2021-22             | 41  | 5  | - | - | -  | - | 41  | 5  |
| Asociación Deportiva Isidro Metapán · El Salvador | 1.ª                 | 2022                | 10  | 0  | - | - | -  | - | 10  | 0  |
| Asociación Deportiva Isidro Metapán · El Salvador | Total               | Total               | 51  | 5  | 0 | 0 | 0  | 0 | 51  | 5  |
| Santa Tecla Fútbol Club · El Salvador             | 1.ª                 | 2023                | 21  | 2  | - | - | -  | - | 21  | 2  |
| Santa Tecla Fútbol Club · El Salvador             | 1.ª                 | 2023                | 20  | 3  | - | - | -  | - | 20  | 3  |
| Santa Tecla Fútbol Club · El Salvador             | Total               | Total               | 41  | 5  | 0 | 0 | 0  | 0 | 41  | 5  |
| Once Deportivo Fútbol Club · El Salvador          | 1.ª                 | 2024                | 20  | 2  | - | - | -  | - | 20  | 2  |
| Once Deportivo Fútbol Club · El Salvador          | Total               | Total               | 20  | 2  | 0 | 0 | 0  | 0 | 20  | 2  |
| Total en su carrera                               | Total en su carrera | Total en su carrera | 531 | 45 | 0 | 0 | 10 | 0 | 541 | 45 |
| (2) No incluye goles en partidos amistosos.       |                     |                     |     |    |   |   |    |   |     |    |

Reservas
| Club                | País        | Año         |
| ------------------- | ----------- | ----------- |
| Alianza Fútbol Club | El Salvador | 2005 - 2007 |

### Selección nacional
| Selección                                      | Año                 | Partidos | Goles |
| ---------------------------------------------- | ------------------- | -------- | ----- |
| El Salvador                                    |                     |          |       |
| 2013                                           | 1                   | 0        |       |
| 2014                                           | 9                   | 0        |       |
| 2015                                           | 9                   | 0        |       |
| 2016                                           | 4                   | 0        |       |
| 2017                                           | 5                   | 0        |       |
| 2018                                           | 1                   | 0        |       |
| 2019                                           | 1                   | 0        |       |
| 2020                                           | 1                   | 0        |       |
| 2021                                           | 2                   | 0        |       |
| Total en su carrera                            | Total en su carrera | 33       | 0     |
| Estadísticas hasta el 12 de diciembre de 2021. |                     |          |       |